# Chloe Moran
Chloe Moran (* 16. November 1998 in Adelaide) ist eine australische Bahnradsportlerin, die auf Ausdauerdisziplinen spezialisiert ist.

## Sportlicher Werdegang
Moran betrieb in ihrer Jugend auch Hockey und Kajakfahren, entschloss sich bei ihrer Aufnahme in das staatliche Förderprogramm von South Australia jedoch für den Bahnradsport. Als Juniorin war sie 2015 Vize-Weltmeisterin in der Mannschaftsverfolgung an der Seite von Danielle McKinnirey, Nicola Macdonald und Brooke Tucker, daneben gewann sie mehrere Medaillen bei Ozeanien-Meisterschaften.
In der Elite benötigte sie einige Jahre, um sich zu etablieren. Von 2021 bis 2024 war sie viermal in Folge australische Meisterin im Punktefahren sowie in der Mannschaftsverfolgung mit dem südaustralischen Bahn-Vierer. 2024 fuhr das Team bei den Landesmeisterschaften mangels nationaler Konkurrenz gegen die irische Mannschaft; trotz einer klaren Niederlage wurden sie zu nationalen Meistern erklärt. Morans bedeutendste internationale Erfolge waren der Sieg im Scratch beim Champions-League-Rennen 2022 in London sowie in der Mannschaftsverfolgung bei den Commonwealth Games 2022. Bei den Ozeanien-Meisterschaften 2023 war sie mit vier Goldmedaillen die erfolgreichste Sportlerin.
Im Straßenradsport fuhr Moran als Juniorin bei den Straßenradsport-Weltmeisterschaften 2016 in Katar, danach lange Zeit nur auf Landesebene. Seit 2022 fährt sie für ARA-Skip Capital, dem Team der Australian Cycling Academy auch gelegentliche Rennen in Europa. 2022 gewann sie mit dem Vermarc Cycling Project ein zweitägiges Etappenrennen des belgischen Kalenders. Erfolge in UCI-Rennen hatte sie bislang noch nicht.

## Erfolge
2014
 Ozeanien-Meisterschaften 2015 (Junioren) – Omnium, Einerverfolgung
2015
 Australische Meisterin (Junioren) – Punktefahren
 Weltmeisterschaften (Junioren) – Mannschaftsverfolgung (mit Danielle McKinnirey, Nicola Macdonald und Brooke Tucker)
2016
 Ozeanien-Meisterin (Junioren) – Straßenrennen
 Ozeanien-Meisterschaften (Junioren) – Einzelzeitfahren
2017
 Australische Meisterin – Mannschaftsverfolgung (mit Danielle McKinnirrey, Breanna Hargrave und Alexandra Manly)
 Ozeanien-Meisterschaft 2018 – Punktefahren, Mannschaftsverfolgung (mit Breanna Hargrave, Danielle McKinnirrey und Maeve Plouffe)
2021
 Australische Meisterin – Punktefahren, Mannschaftsverfolgung (mit Amber Pate, Sophie Edwards und Breanna Hargrave)
2022
 Australische Meisterin – Omnium, Punktefahren, Mannschaftsverfolgung (mit Amber Pate, Alli Anderson und Maeve Plouffe)
 Ozeanien-Meisterin – Punktefahren, Ausscheidungsfahren
 Ozeanien-Meisterschaften – Scratch, Madison (mit Sophie Edwards)
 Track Champions League in London – Scratch
 Commonwealth Games – Mannschaftsverfolgung (mit Sophie Edwards, Georgia Baker und Maeve Plouffe)
2023
 Australische Meisterin – Punktefahren, Scratch, Mannschaftsverfolgung (mit Alli Anderson, Nicola Macdonald und Ella Sibley)
 Ozeanien-Meisterin – Punktefahren, Scratch, Omnium, Mannschaftsverfolgung (mit Claudia Marcks, Alli Anderson und Sophie Edwards)
 Ozeanien-Meisterschaften – Madison (mit Sophie Marr)
2024
 Australische Meisterin – Punktefahren, Mannschaftsverfolgung (mit Sophie Edwards, Alli Anderson and Summer Nordmeyer)